# Eugen Sapper

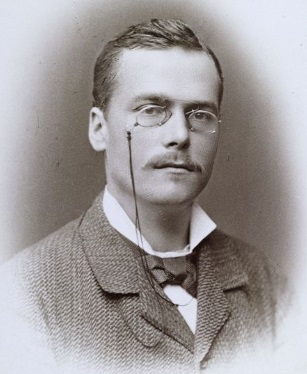
Eugen Sapper, etwa 1882

Eugen Sapper (* 22. März 1858 in Heidenheim an der Brenz; † 12. August 1912 in Badenweiler) war ein deutscher Chemiker.

## Leben und Werk
Eugen Sapper wurde als Sohn von August David Sapper und Rosine Judith Kutter geboren. Er studierte Chemie und trat nach dem Studium in die BASF ein. Sein größter Erfolg war die Entdeckung der katalytischen Oxidation des bei der Teerfarbstoffindustrie in großen Mengen anfallenden Naphthalins mit Oleum unter Zusatz von Quecksilbersulfat zu Phthalsäure. Die so gewonnene Phthalsäure war der Grundstoff für die Herstellung von Indigo über Anthranilsäure. Ab 1897 wurde synthetischer Indigo großtechnisch hergestellt und vermarktet.
Ende der 1880er Jahre leitete Sapper kurzzeitig die „Amsterdamsche Chininefabrick“.
Eugen Sapper war verheiratet mit Luise Euler und hatte drei Kinder.